# Streptoglossa bubakii
Streptoglossa bubakii là một loài thực vật có hoa trong họ Cúc. Loài này được (Domin) Dunlop miêu tả khoa học đầu tiên năm 1981.